# Elinor Wonders Why
Elinor Wonders Why е канадско-американски анимационен сериал, създаден за PBS Kids през 2020 г. в един сезон.

## Сюжет
Шоуто с изследователска тематика насърчава децата да следват любопитството си, да задават въпроси, когато не разбират, и да намират отговори, използвайки научноизследователските си умения. Главният герой Елинор, най-наблюдателното и любознателно зайче в Animal Town, северно от Natural Forest, Калифорния, запознава децата на възраст от 3 до 6 години с науката, природата и общността чрез приключения с приятелите си Олив и Ари. Всеки епизод включва две 11-минутни анимирани истории, както и допълнително съдържание, в което Елинор и нейните съученици се наслаждават или на сеньор Тапир, който пее за известни изследователи на природата, или на г-жа Мол, която чете истории.

## Герои
- Елинор (озвучена от Маркеда Маккей)
- Олив (озвучено от Мария Наш)
- Ари (озвучена от Уайът Уайт)